# Mechthild Gläser
Mechthild Gläser (* 1986 in Essen) ist eine deutsche Schriftstellerin von Fantasy-Literatur.

## Leben
Mechthild Gläser studierte Politik, Geschichte und Wirtschaft. Später begann sie ein Medizinstudium. Für ihren ersten Roman Stadt aus Trug und Schatten wurde sie 2013 in der Kategorie Debüt mit dem Seraph ausgezeichnet. Sie lebt im Ruhrgebiet.

## Werke (Auswahl)

### Eisenheim-Dilogie
- Stadt aus Trug und Schatten: Band 1, Loewe, Bindlach 2012. ISBN 978-3-7855-7402-7
- Nacht aus Rauch und Nebel: Band 2, Loewe, Bindlach 2013. ISBN 978-3-7855-7445-4

### Sonstige Romane
- Die Buchspringer, Loewe, Bindlach 2016. ISBN 978-3-7855-7497-3
- Emma, der Faun und das vergessene Buch, Loewe, Bindlach 2017. ISBN 978-3-7855-8512-2
  - Neuausgabe als Emma und das vergessene Buch, Loewe, Bindlach 2019. ISBN 978-3-74320365-5
- Bernsteinstaub, Loewe, Bindlach 2018. ISBN 978-3-7320-1152-0
  - Neuausgabe als Ophelia und die Bernsteinchroniken, Loewe, Bindlach 2020. ISBN 978-3-7432-0844-5
- Die Worte des Windes, Loewe, Bindlach 2020. ISBN 978-3-7432-0456-0
- Das Buch der Seelen, Loewe, Bindlach 2022. ISBN 978-3-7432-1276-3
- Jane und die Geheimnisse von Branwell Hall, Loewe, Bindlach 2024. ISBN  978-3-7432-1767-6

## Nachweise
1. 1 2  https://www.loewe-verlag.de/person-0-0/mechthild_glaeser-736/
2. ↑  Biographie von 2015 (Memento des Originals vom 5. März 2015 im Internet Archive)

| Personendaten    | Personendaten                                   |
| ---------------- | ----------------------------------------------- |
| NAME             | Gläser, Mechthild                               |
| KURZBESCHREIBUNG | deutsche Schriftstellerin von Fantasy-Literatur |
| GEBURTSDATUM     | 1986                                            |
| GEBURTSORT       | Essen                                           |